# Гашербрум

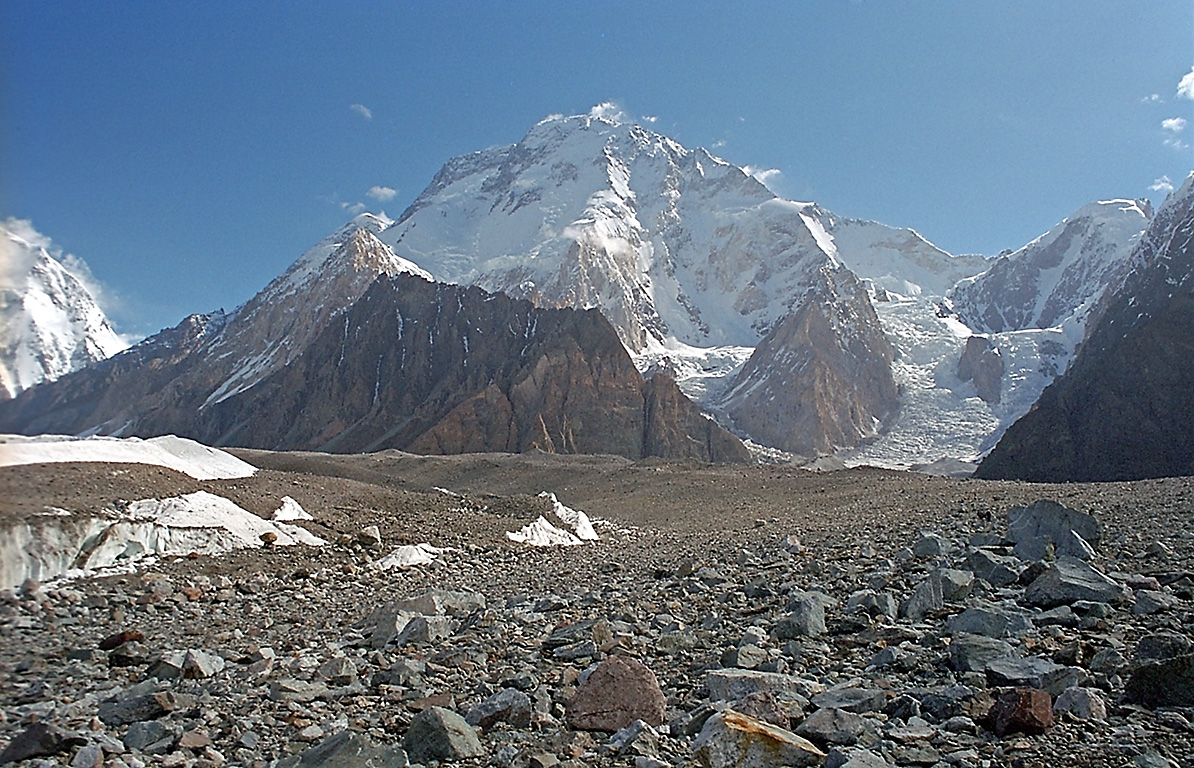
Броуд-пик, 12-я по высоте вершина мира

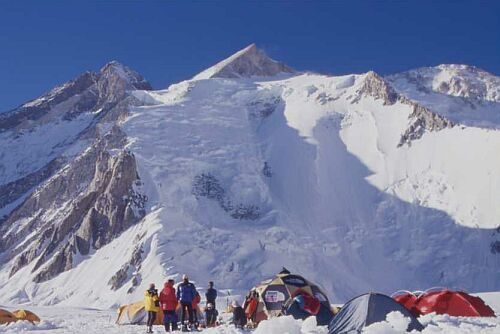
Гашербрум II, 13-я по высоте вершина мира

Гашербрум (урду گاشر برم) — многовершинный горный массив хребта Балторо Музтаг в Каракоруме.
Состоит из 7 вершин, главная из которых высотой 8080 м над уровнем моря — 11-й по высоте восьмитысячник мира.
Всего в состав массива входят 3 восьмитысячника.

## Этимология
Название «Гашербрум» в переводе с балти означает «Красивая (rgasha) гора (brum)».

## География
Массив Гашербрум находится в Кашмире, в контролируемых Пакистаном Северных территориях на границе с Китаем (Тибетский автономный район), в горной системе Каракоруме, её наиболее высоком хребте Балторо Музтаг.
Состоит из 7 вершин, 3 из которых превышают 8 км:
| Вершина       | Высота (м) | Северная широта | Восточная долгота | Относительная высота (м) |
| ------------- | ---------- | --------------- | ----------------- | ------------------------ |
| Гашербрум I   | 8080       | 35°43′27″       | 76°41′48″         | 2155                     |
| Броуд-пик     | 8051       | 35°48′35″       | 76°34′06″         | 1701                     |
| Гашербрум II  | 8034       | 35°45′27″       | 76°39′15″         | 1523                     |
| Гашербрум III | 7952       | 35°45′34″       | 76°38′31″         | 355                      |
| Гашербрум IV  | 7925       | 35°45′39″       | 76°37′00″         | 725                      |
| Гашербрум V   | 7147       | 35°43′45″       | 76°36′48″         | 654                      |
| Гашербрум VI  | 6979       | 35°42′30″       | 76°37′54″         | 520                      |

В состав массива Гашербрум входят 3 восьмитысячника:
- Гашербрум I (Хидден-пик) (8080 м) — высочайшая вершина массива Гашербрум, вторая по высоте вершина Каракорума и 11-й восьмитысячник мира.
- Броуд-пик (8051 м) — третья по высоте вершина Каракорума и 12-й восьмитысячник мира.
- Гашербрум II (8034 м) — четвёртая по высоте вершина Каракорума и 13-й восьмитысячник мира.

## История
В 1856 году Томас Джордж Монтгомери увидел группу горных пиков Каракорума, находясь от них за 200 км. Он назвал их K1, K2, K3, K4 и K5, где «K» означает Каракорум. Сейчас K1 известен как Машербрум, K3 — Броуд-пик, K4 — Гашербрум II и K5 — Гашербрум I. Только Чогори, вторая вершина в мире, носит имя, данное Монтгомери — K2.